# Люсіль Рандон
Люсіль Рандон (фр. Lucille Randon, також відома як Сестра Андре (фр. Sœur André); 11 лютого 1904 року, місто Але́с, департамент Гар, Окситанія, Франція — 17 січня 2023, Тулон) — французька супердовгожителька, вік якої підтверджено Групою геронтологічних досліджень (GRG) і Книгою рекордів Гіннеса. Була найстарішою живою людиною у світі. Вважається четвертою найстарішою людиною в історії (після Жанни Кальман, Кане Танаки і Сари Кнаус). Люсіль Рандон досягла віку 118 років і 340 днів, не доживши 25 днів до свого 119-річчя.

## Життєпис
Люсіль Рандон народилася 11 лютого 1904 року в місті Але́с, департамент Гар, Окситанія, Франція. Її батьками були шкільний вчитель Поль Рандон (фр. Paul Randon; 17 червня 1866 року — 27 квітня 1938 року) та Альфонсін Дельфін Єта Рандон (фр. Alphonsine Delphine Yéta Randon, до шлюбу Сутуль (фр. Soutoul); 27 березня 1869 року — 21 серпня 1936 року).
У Люсіль Рандон була сестра-близнючка Ліді (фр. Lydie Randon; 11 лютого 1904 року — 4 серпня 1905 року). Вона померла в Алесі у віці майже 18 місяців. Її лікар передбачав, що Люсіль теж могла померти, але їй вдалося одужати.
У 1915 році Люсіль переїхала до свого брата Андре в місто Удан, а потім в Сен-е-Уаз.
У 1916 році Рандон влаштувалася працювати гувернанткою в сім'ю в Марселі. У 1920 році вона переїхала у Версаль і стала вчителькою дітей сім'ї Пежо. У 1922 році знову змінила сім'ю, де пропрацювала гувернанткою 14 років.
У 1923 році Рандон отримала хрещення і причастя. В 1944 році стала новіціяткою в жіночому монастирі «Дім дочок милосердя» (Maison des Filles de la charité) в Парижі.
У 1945 році Рандон влаштувалася в лікарню в місті Віші, щоб допомагати сиротам і людям літнього віку, де пропрацювала 28 років. Після цього в 1973 році вона була направлена в місто Ла-Бом-д'Остен, департамент Дром, для роботи на нічних чергуваннях.
У 1979 році вона вступила в монастир в муніципалітеті Ле-Марш, регіон Рона-Альпи, департамент Савойя, де провела 30 років. У 2009 році Рандон переїхала в Тулон і вступила в місцевий монастир у віці 105 років, де живе і зараз.
Після смерті Онорін Ронделло 19 жовтня 2017 року вона стала найстарішою повністю верифікованою людиною у Франції.
З 19 квітня 2022 року (після смерті японської супердовгожительки Кане Танаки (119 років, 107 днів)) до своєї смерті 17 січня 2023 року Люсіль Рандон була найстарішою повністю верифікованою людиною у світі.

## Рекорди довголіття
- 19 жовтня 2017 року стала найстарішою нині живою людиною у Франції.
- 11 лютого 2018 року відсвяткувала 114-річчя.
- 8 травня 2018 року увійшла в список 100 найстаріших жінок в історії.
- 17 травня 2018 року увійшла в список 100 найстаріших повністю верифікованих людей в історії.
- 11 лютого 2019 року відсвяткувала 115-річчя і стала 47-ю людиною в історії, яка досягла цього віку.
- 18 червня 2019 року (після смерті італійки Марії-Джузеппи Робуччі-Нарджизо) стала найстарішою нині живою людиною в Європі та другою найстарішою людиною у світі (після японки Танаки Кане).
- 11 лютого 2020 року відсвяткувала 116-річчя і стала 22-ю людиною в історії, яка досягла цього віку.
- 24 січня 2021 року увійшла в десятку найстаріших людей в історії, чий вік було офіційно підтверджено.
- 11 лютого 2021 року відсвяткувала 117-річчя і стала 10-ю людиною в історії, яка досягла цього віку.
- 11 лютого 2022 року відсвяткувала 118-річчя і стала 4-ю людиною в історії, яка досягла цього віку.
- З 19 квітня 2022 року (після смерті японки Танаки Кане) до своєї смерті 17 січня 2023 року, була найстарішою повністю верифікованою людиною у світі.
- Станом на січень 2023 року вважається четвертою найстарішою людиною в історії.[1]